# Ekstraliga czeska w rugby (2020)
Ekstraliga czeska w rugby (2020) – dwudziesta siódma edycja najwyższej klasy rozgrywkowej w rugby union w Czechach. Zawody zostały zaplanowane do rozegrania w dniach 23 marca – 31 października 2020 roku, następnie skrócone do okresu 22 sierpnia – 7 listopada 2020 roku, jednak zostały przerwane w związku z pandemią COVID-19, a następnie odwołane. Nie wyłoniono zwycięzcy.
Rozpoczęty z opóźnieniem i zmienionym systemem skrócony sezon wystartował w drugiej połowie sierpnia. Z zaplanowanych 28 spotkań fazy zasadniczej w terminie nie rozegrano pięciu, następnie rozgrywki wstrzymano. Pod koniec listopada władze związku postanowiły o przerwaniu sezonu, jego niedokończeniu i nie przyznaniu tytułu mistrzowskiego, za czym opowiedziało się wcześniej sześć z piętnastu klubów dwóch najwyższych poziomów rozgrywkowych.

## System rozgrywek
Do mistrzostw przystąpiło osiem zespołów: czołowa szóstka poprzedniego sezonu oraz finaliści I ligi – RC Slavia Praga i RC Přelouč. Rozgrywki ligowe zostały zaplanowane identycznym systemem jak rok wcześniej – w pierwszej fazie prowadzone były w ramach jednej grupy systemem kołowym, a dwie najsłabsze nie awansowały do Top 6 (spadając do niższego poziomu rozgrywkowego). W drugiej fazie sześć uczestniczących drużyn – otrzymawszy bonusowe punkty za zajęte pozycje w rundzie wstępnej i zapewniając sobie udział w kolejnym sezonie – ponownie rozgrywało mecze systemem kołowym, jednak według modelu dwurundowego. Zwycięzca meczu zyskiwał cztery punkty, za remis przysługiwały dwa punkty, porażka nie była punktowana, a zdobycie przynajmniej czterech przyłożeń lub przegrana nie więcej niż siedmioma punktami premiowana była natomiast punktem bonusowym. Trzecia faza rozgrywek obejmowała mecze systemem pucharowym: czołowe cztery zespoły rozegrały spotkania o mistrzostwo kraju (play-off). Zawody zaplanowano na okres marzec – październik 2020 roku.
Na początku kwietnia związek z uwagi na pandemię COVID-19 ogłosił odwołanie wiosennej części rozgrywek, prognozując, iż mogą zostać wznowione w drugiej połowie sierpnia. Miesiąc później ogłoszono nowy, zmieniony harmonogram – osiem uczestniczących drużyn miało rywalizować jednorundowym systemem kołowym o awans do fazy pucharowej, spadek zaś dotyczyć miał jedynie najsłabszego klubu. Mecze natomiast miały został rozegrane od 22 sierpnia do 7 listopada 2020 roku. Opublikowano również dodatkowe przepisy regulujące przełożenia/odwołania meczów z uwagi na przypadki COVID-19 wśród zawodników.

## Faza grupowa
| Nr           | Data         | Mecz                                   | Wynik        |             | Nr          | Data                                    | Mecz        | Wynik |
| I. kolejka   | I. kolejka   | I. kolejka                             | I. kolejka   | II. kolejka | II. kolejka | II. kolejka                             | II. kolejka |       |
| ------------ | ------------ | -------------------------------------- | ------------ | ----------- | ----------- | --------------------------------------- | ----------- | ----- |
| 1            | 22.08.2020   | RC Mountfield Říčany – RC Dragon Brno  | 50:20        | 5           | 29.08.2020  | RC Přelouč – RC JIMI Vyškov             | 9:30        |       |
| 2            | 22.08.2020   | RC Tatra Smíchov – RC Slavia Praha     | 57:14        | 6           | 29.08.2020  | RC Dragon Brno – RC Praga Praha         | –           |       |
| 3            | 22.08.2020   | RC Praga Praha – RC JIMI Vyškov        | 23:8         | 7           | 29.08.2020  | RC Sparta Praha – RC Tatra Smíchov      | –           |       |
| 4            | 22.08.2020   | RC Sparta Praha – RC Přelouč           | 48:13        | 8           | 29.08.2020  | RC Slavia Praha – RC Mountfield Říčany  | 24:36       |       |
| III. kolejka | III. kolejka | III. kolejka                           | III. kolejka | IV. kolejka | IV. kolejka | IV. kolejka                             | IV. kolejka |       |
| 9            | 12.09.2020   | RC Tatra Smíchov – RC Přelouč          | 37:21        | 13          | 19.09.2020  | RC Přelouč – RC Dragon Brno             | 26:41       |       |
| 10           | 12.09.2020   | RC Mountfield Říčany – RC Sparta Praha | 18:10        | 14          | 19.09.2020  | RC Slavia Praha – RC JIMI Vyškov        | 26:44       |       |
| 11           | 12.09.2020   | RC Praga Praha – RC Slavia Praha       | –            | 15          | 19.09.2020  | RC Sparta Praha – RC Praga Praha        | 21:20       |       |
| 12           | 12.09.2020   | RC JIMI Vyškov – RC Dragon Brno        | 69:18        | 16          | 19.09.2020  | RC Tatra Smíchov – RC Mountfield Říčany | –           |       |
| V. kolejka   | V. kolejka   | V. kolejka                             | V. kolejka   | VI. kolejka | VI. kolejka | VI. kolejka                             | VI. kolejka |       |
| 17           | 26.09.2020   | RC Mountfield Říčany – RC Přelouč      | 30:13        | 21          | 03.10.2020  | RC Přelouč – RC Slavia Praha            | 31:24       |       |
| 18           | 26.09.2020   | RC Praga Praha – RC Tatra Smíchov      | 19:40        | 22          | 03.10.2020  | RC Sparta Praha – RC Dragon Brno        | 33:19       |       |
| 19           | 26.09.2020   | RC JIMI Vyškov – RC Sparta Praha       | –            | 23          | 03.10.2020  | RC Tatra Smíchov – RC JIMI Vyškov       | 17:27       |       |
| 20           | 26.09.2020   | RC Dragon Brno – RC Slavia Praha       | 35:7         | 24          | 03.10.2020  | RC Mountfield Říčany – RC Praga Praha   | 43:17       |       |
| VII. kolejka |              |                                        |              |             |             |                                         |             |       |
| 25           | 10.10.2020   | RC Praga Praha – RC Přelouč            | 33:7         |             |             |                                         |             |       |
| 26           | 10.10.2020   | RC JIMI Vyškov – RC Mountfield Říčany  | 26:25        |             |             |                                         |             |       |
| 27           | 10.10.2020   | RC Dragon Brno – RC Tatra Smíchov      | 17:43        |             |             |                                         |             |       |
| 28           | 10.10.2020   | RC Slavia Praha – RC Sparta Praha      | 5:17         |             |             |                                         |             |       |